# ISO 3166-2:CO

Kolumbianische Departamentos und den Bundesdistrikt

Die Liste der ISO-3166-2-Codes für  Kolumbien enthält die Codes für die 32 Departamentos und den Hauptstadtdistrikt.

Die Codes bestehen aus zwei Teilen, die durch einen Bindestrich voneinander getrennt sind. Der erste Teil gibt den Landescode gemäß ISO 3166-1 (für  Kolumbien CO), der zweite den Code für die Departamentos (drei Buchstaben) wieder.
Die aktuellen Codes stehen auf der Seite der ISO unter #iso:code:3166:CO zur Verfügung.

| Departamento               | Code   |
| -------------------------- | ------ |
| Bogotá 1                   | CO-DC  |
| Amazonas                   | CO-AMA |
| Antioquia                  | CO-ANT |
| Arauca                     | CO-ARA |
| Atlántico                  | CO-ATL |
| Bolívar                    | CO-BOL |
| Boyacá                     | CO-BOY |
| Caldas                     | CO-CAL |
| Caquetá                    | CO-CAQ |
| Casanare                   | CO-CAS |
| Cauca                      | CO-CAU |
| Cesar                      | CO-CES |
| Chocó                      | CO-CHO |
| Córdoba                    | CO-COR |
| Cundinamarca               | CO-CUN |
| Guainía                    | CO-GUA |
| Guaviare                   | CO-GUV |
| Huila                      | CO-HUI |
| La Guajira                 | CO-LAG |
| Magdalena                  | CO-MAG |
| Meta                       | CO-MET |
| Nariño                     | CO-NAR |
| Norte de Santander         | CO-NSA |
| Putumayo                   | CO-PUT |
| Quindío                    | CO-QUI |
| Risaralda                  | CO-RIS |
| San Andrés und Providencia | CO-SAP |
| Santander                  | CO-SAN |
| Sucre                      | CO-SUC |
| Tolima                     | CO-TOL |
| Valle del Cauca            | CO-VAC |
| Vaupés                     | CO-VAU |
| Vichada                    | CO-VID |

1 Hauptstadtdistrikt